# Bidos
Bidos (okzitanisch: Bidòs) ist eine französische Gemeinde mit 1.109 Einwohnern (Stand: 1. Januar 2022) im Département Pyrénées-Atlantiques in der Region Nouvelle-Aquitaine (vor 2016: Aquitanien). Sie gehört zum Arrondissement Oloron-Sainte-Marie und zum Kanton Oloron-Sainte-Marie-1 (bis 2015: Kanton Oloron-Sainte-Marie-Est). Die Einwohner werden Bidosiens genannt.

## Geographie
Bidos liegt etwa 23 Kilometer südwestlich von Pau. Der Gave d’Aspe durchquert die Gemeinde. Umgeben wird Bidos von den Nachbargemeinden Oloron-Sainte-Marie im Norden, Westen und Osten, Gurmençon im Süden sowie Agnos im Südwesten.
Die Bahnstrecke Pau–Canfranc und die Route nationale 134 führen durch die Gemeinde.

## Bevölkerungsentwicklung
| Jahr                      | 1962 | 1968 | 1975 | 1982 | 1990 | 1999 | 2006 | 2013 |
| Einwohner                 | 570  | 1018 | 1215 | 1312 | 1317 | 1194 | 1183 | 1213 |
| Quelle: Cassini und INSEE |      |      |      |      |      |      |      |      |

## Sehenswürdigkeiten
- Kirche Saint-Martin-de-Tours aus dem 19. Jahrhundert
- Schloss Lassalle aus dem 18. Jahrhundert, Monument historique